# Мелкочешуйный желтопёр
Мелкочешуйный желтопёр, или амурский желтопёрый подуст (лат. Plagiognathops microlepis) — вид лучепёрых рыб семейства карповых, единственный представитель рода желтопёров (Plagiognathops).
Достигает в благоприятных условиях длины 70 см и веса 3 кг. Продолжительность жизни около 6 лет.
Он распространен в руслах равнинных рек и больших озёрах в бассейне Амура. Встречается от бассейна Амура на севере до Южного Китая (Гуанчжоу) на юге.
Питается детритом и водной растительностью, иногда водорослями.
Половой зрелости мелкочешуйный желтопёр достигает на 4—5 году жизни при длине тела 35 см и весе около 700 граммов. Нерестится ежегодно, на Амуре в июле.
Вид занесён в Красную Книгу России.